# Uta Kobayashi
Uta Kobayashi (6 de agosto de 2002) es una deportista japonesa que compite en natación sincronizada. Ganó cuatro medallas en el Campeonato Mundial de Natación entre los años 2023 y 2025.

## Palmarés internacional
| Campeonato Mundial | Campeonato Mundial  | Campeonato Mundial | Campeonato Mundial |
| Año                | Lugar               | Medalla            | Prueba             |
| ------------------ | ------------------- | ------------------ | ------------------ |
| 2023               | Fukuoka (Japón)     | Medalla de plata   | Equipo libre       |
| 2024               | Doha (Catar)        | Medalla de plata   | Equipo libre       |
| 2024               | Doha (Catar)        | Medalla de bronce  | Equipo técnico     |
| 2025               | Singapur (Singapur) | Medalla de plata   | Equipo libre       |